# Stadtbahn Addis Abeba
Die Stadtbahn Addis Abeba ist das Stadtbahnsystem der äthiopischen Hauptstadt Addis Abeba. Die 31,6 Kilometer lange normalspurige Stadtbahn mit 39 Haltestellen ist elektrifiziert und auf ihrer gesamten Länge zweigleisig ausgebaut. Die Eröffnung des öffentlichen Betriebs auf der ersten etwa 17 Kilometer langen Linie vom Zentrum in den industriellen Süden erfolgte am 21. September 2015. Die Stadtbahn Addis Abeba ist das erste Verkehrssystem ihrer Art in Sub-Sahara-Afrika.

## Geschichte
Im Dezember 2011 begannen die Bauarbeiten für ein von der Ethiopian Railway Corporation geplantes rund 37 Kilometer (Streckensumme von 3 Linien, die sich jedoch teilweise überlappen) langes Stadtbahnsystem. Dieses ist das Erste seiner Art südlich der Sahara und weist Normalspur sowie eine Versorgung mit 750 Volt Gleichstrom über Oberleitung auf. Das Projekt wurde durch die China Railway Group (CREC) ausgeführt und durch Kredite der China Exim-Bank finanziert. Die Baumaßnahmen wurden von der China Railway Eryuan Engineering Group Co. Ltd. (CREEC) durchgeführt.
Ursprünglich geplant waren insgesamt 3 Linien:
- eine Linie vom Armed Forces Hospital nach Ayat mit 17,260 km Länge
- eine Linie vom Meskel Square nach Kality mit 16,246 km Länge
- eine Linie von Lideta zum Menilik Square mit 3,875 km Länge

Die Kosten der Stadtbahn von 400 Millionen US-Dollar sollten zu 60 % von der chinesischen Regierung und zu 40 % von der äthiopischen Regierung finanziert werden. Die Fertigstellung war für Ende 2013 geplant, allerdings kam es zu erheblichen Verzögerungen wegen der zeitgleichen Errichtung einer Straßenbrücke am Meskel Square zur Bole-Road. Für den Bau dieser Brücke wurden zusätzliche 60 Millionen US-Dollar angesetzt und komplett von der Export Import Bank of China finanziert. Letztlich deckte eine chinesische Anleihe 85 % der Baukosten von insgesamt 475 Millionen US-Dollar. Die Testfahrten begannen am 1. Februar 2015, die Eröffnung durch Ministerpräsident Hailemariam Desalegn fand am 20. September 2015 statt.
Die Stadtbahn wurde die ersten 5 Jahre von der Shenzhen Metro Group und der CREC betrieben.
Eine Fahrt kostete zu Beginn 2 Äthiopische Birr (0,09 Euro zum Wechselkurs von September 2015).

## Verlauf

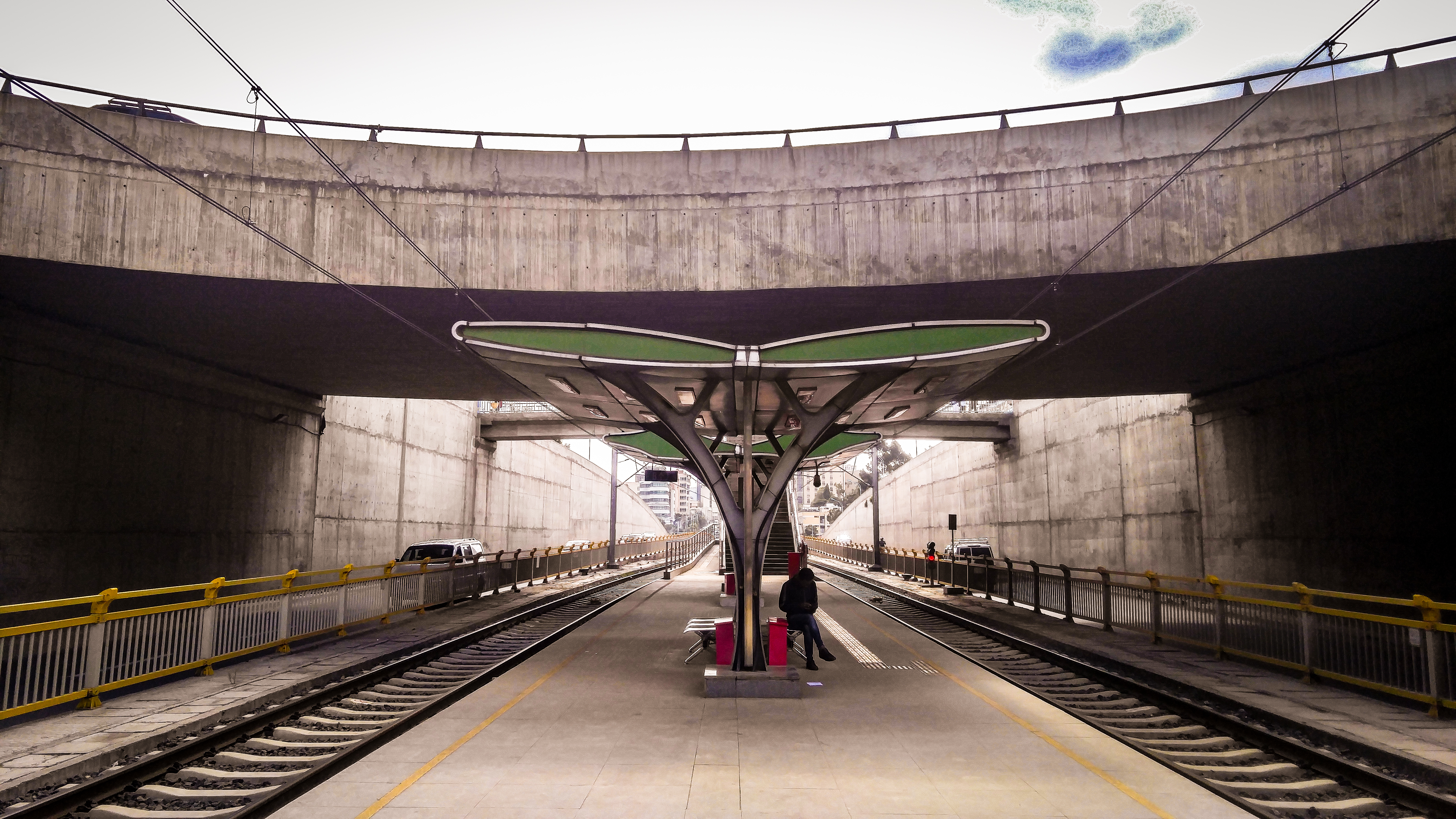
Station St. Urael im Einschnitt unter einer Straßenkreuzung

Eine 17,4 Kilometer lange Strecke verbindet als Ost-West-Achse von Ayat über Magenagna, Legehar (La Gare) und den Mexiko-Platz das Tor-Hailoch-Krankenhaus. Diese als Grüne Linie bezeichnete Durchmesserlinie verläuft über gut elf Kilometer auf Straßenniveau, bevor sie nach der in Troglage befindlichen Station St. Urael für knapp vier Kilometer in Hochlage führt wird und nach der Station St. Lideta wieder ebenerdig mit einer planfreien Kreuzung an der Dejazmach Balcha Aba Nefso Street bis zur Endstation fortgesetzt wird.
Die zweite, die Blaue Linie, ist eine 16,9 Kilometer lange Strecke und verkehrt zwischen dem Menelik-II-Platz, Merkato, Lideta, Legehar, dem Meskel-Platz, Gotera und Kaliti (in grober Nord-Süd-Richtung). Sie beginnt mit einem Tunnelabschnitt, der mit anschließender Abstellanlage zwei Kilometer lang ist, verläuft dann eineinhalb Kilometer ebenerdig, bevor die Station Merkato in Hochlage erreicht wird. Nach einem halben Kilometer geht es für einen Kilometer auf Straßenniveau weiter und vor der Station Sebategna führt die Trasse erneut auf ein Viadukt. Nach vier Kilometern und der Station Stadium geht es ebenerdig für knapp neun Kilometer nach Süden bis zum Streckenende weiter, unterbrochen von zwei kurzen Hochbahnabschnitten zum Wechsel in Straßenrandlage und zurück in Mittellage.
Beide Linien treffen sich im Stadtzentrum und verlaufen dort auf einer Strecke von 2,7 Kilometern von den Stationen St. Lideta bis Stadium gemeinsam. Das System verfügt insgesamt über 39 Stationen.

## Betrieb
Es wurde in der Hauptverkehrszeit ein 10-Minuten-Takt gefahren, in der Schwachverkehrszeit kam alle 20 Minuten ein Fahrzeug je Linie. Pro Stunde und Richtung war mit der Fahrzeugflotte eine Kapazität von 15.000 Personen und damit 60.000 Reisenden in alle vier Richtungen vom Stadtzentrum aus vorgesehen. Nach Angaben der CREC benutzten im Januar 2016 im Mittel 113.500 Menschen das Stadtbahnsystem mit einem Maximum von 153.000 an einem einzelnen Tag. Anfang 2023 nutzten aufgrund der Einschränkungen in der Fahrzeugflotte noch 56.000 Fahrgäste täglich die Stadtbahn.
Eine Einzelfahrkarte kostet derzeit sechs Birr, umgerechnet zehn Eurocent (Stand und Wechselkurs Juli 2024).

## Fahrzeuge

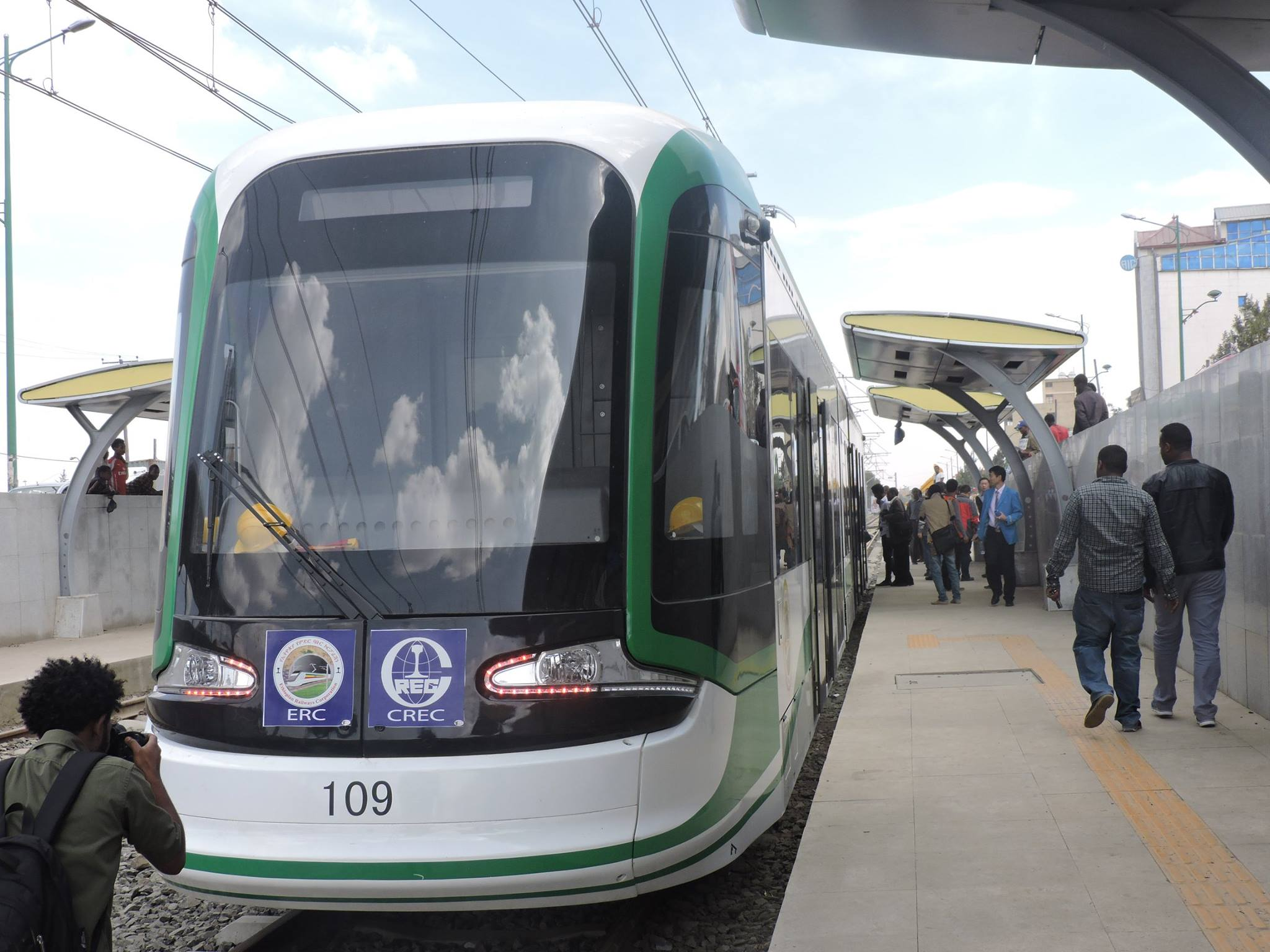
Wagen mit den Logos von ERC und CREC

Die Stadtbahn von Addis Abeba Light Rail startete mit ursprünglich 41 dreiteiligen Fahrzeugen, die jeweils einen 70%igen Niederfluranteil aufweisen. Hersteller ist CRRC (Unternehmensteil „Changchun Railway Vehicles“), basierend auf dem Triebwagen der Stadtbahn von Shenyang. Jeder Zug hat bei 28,8 Metern Länge und 2,65 Metern Breite ein Fassungsvermögen von 286 Fahrgästen. Es kann in Doppeltraktion gefahren werden, die Höchstgeschwindigkeit beträgt dann 70 km/h. Zur Anpassung an die Höhenlage von 2.400 Metern verwenden die Fahrzeuge Verbundglas, das 90 % der ultravioletten Strahlen absorbieren kann. Auch andere Komponenten wie Lackierung, Strukturkleber, Gummi und Kabel erfüllen die Anforderungen der höchsten UV-Schutzstufe 5. Um Problemen mit der Alterung von Komponenten in dieser Umgebung vorzubeugen, erreicht die Wasserdichtigkeit der elektrischen Geräte IP65 und das Dach ist mit einem Abflussrohr versehen. Weil die örtliche Lufttemperatur das ganze Jahr über zwischen 6℃ und 28℃ liegt, sind einige Seitenfenster des Fahrzeugs zur direkten Belüftung zu öffnen, was energiesparend und umweltfreundlich ist und Betriebs- und Wartungskosten senkt.
2023 waren lediglich noch 17 Züge im Einsatz, der Rest war nicht fahrbereit durch einen Mangel an Ersatzteilen. Die Gründe für die schlechte Zuverlässigkeit des Rollmaterials liegen mutmaßlich an Problemen mit Motorüberlastung durch Überladung und nicht ausreichender Wartung. Am 14. Februar 2023 unterzeichneten Äthiopiens Finanzminister Ahmed Shide und der chinesische Botschafter Zhao Zhiyuan einen Vertrag, in dem sich China bereit erklärte, 573 Ersatzteile im Wert von umgerechnet 21 Millionen Euro für das Rollmaterial der angeschlagenen Stadtbahn zu liefern. Allerdings wurde der Instandhaltungsrückstand vom Leiter des Verkehrsbüros von Addis Abeba, Mitku Asmare, kurz zuvor noch auf umgerechnet mindestens 55 Millionen Euro beziffert. Zudem decken die Fahrpreise die Betriebskosten nicht.